# Métreur
Métreur est un métier du bâtiment et une profession libérale non réglementée. Il s'agit d'une personne responsable de l'établissement ou de la vérification des avant-métrés et des métrés d'un projet de construction. Le métreur intervient aussi bien en maîtrise d'ouvrage, en maîtrise d'œuvre ou au sein d'un cabinet d'économistes de la construction.

## Missions du métreur
Les missions d'un métreur sur un projet de construction ou de rénovation sont de (liste non exhaustive) :
- Quantifier et qualifier les matériaux nécessaires.
- Effectuer des mesures du terrain pour relever le nivelé du sol.
- Élaborer le devis.
- Réaliser les pièces écrites (devis descriptif, cahier des clauses techniques particulières, etc.) et éventuellement les pièces graphiques (plans).
- Réaliser le dossier de consultation des entreprises (DCE).
- Suivre et réorganiser (si nécessaire) le calendrier de construction.

Un métreur doit donc avoir une connaissance solide des techniques de construction et des coûts associés à ces techniques. Il peut être intégré à la maîtrise d'œuvre quand il est acteur de la conception jusqu'à la réception des travaux.
Dans les pays anglo-saxons, cette activité est exercée par le QS (Quantity Surveyor) et jouit d'une grande réputation. La formation est acquise en université, dure 3 ans et consiste en un cursus d'ingénierie et de droit des contrats.

## Historique
L'acte de quantifier se référant à l'unité de mesure, ce métier était auparavant désigné sous le terme de « toiseur » (se référant à la toise, unité de mesure médiévale. Par la suite, ce métier a été désigné sous le nom de métreur.
Actuellement, la profession s'est modifiée en même temps que l'évolution du bâtiment en général et l'acte de quantifier étant devenu secondaire dans le déroulement d'une opération, au profit de la technologie et de l'élaboration des coûts, la fonction de métreur s'entend comme subordonnée à celle d'économiste de la construction.